# Microleo
Microleo attenboroughi — дуже невеликий вид сумчастих родини тилаколеонідів з раннього міоцену в Австралії, який мешкав у вологому лісі, який панував у Ріверслі ≈ 18 мільйонів років тому. Рід Microleo наразі відомий за зламаним піднебінням і двома шматочками щелепи, що містять деякі зуби і корені, які відповідають тим, що трапляються в інших видів тилаколеонідів. Він був знайдений у відкладеннях раннього міоцену на місцевості скам'янілостей Ріверслі в Квінсленді, який вважається одним з найбільш значущих палеонтологічних пам'яток. Названий на честь натураліста Девіда Аттенборо в знак вдячності за його підтримку в переліку його спадщини. Анатомія Microleo припускає, що рід є базальним для всіх відомих тилаколеонідів.